# Шейн Лонг
Шейн Патрик Лонг (на английски: Shane Patrick Long) е ирландски футболист, роден на 22 януари 1987 г. в село Гортнахо, графство Типърари намиращо се в южната част на о-в Ирландия. Играл е за ФК Корк Сити, а играе за Уест Бромич Албиън в Английската висша лига. Той е нападател, висок е 179 см и играе с №9. Лонг играе и за националния отбор по футбол на Ирландия

## Кариера
Шейн е купен от Корк Сити на 1 юли 2004 г. от тогавашния мениджър Пат Долан. Той играе за първия състав за първи път през март 2005 под ръководството на новия мениджър Деймиън Ричардсън. Въпреки че изиграва само един мач той е купен от Рединг в комплект заедно с Кевин Дойл. Шейн подписва с кралските поданици официално на 7 юни 2005 г.
През първия си сезон в Рединг той 10 пъти влиза като резерва и вкарва 3 гола, докато накрая на 17 април 2006 г. Лонг за първи път е пуснат като титуляр при домакинската победа с 3:1 над Стоук Сити.

Оттогава насам той е неизменен титуляр и често вкарва доста голове за клуба си, някои от тях доста важни. За момента има 145 мача и 27 вкарани гола за Рединг.
На 9 август 2011 г. Шейн подписва с елитния Уест Бромич Албиън тригодишен договор с опция за удължаване. Сумата е неоповестена, но се смята, че е някъде около 4.5 млн. английски лири, като с допълнителните клаузи може да стигне и 6.5 милиона. След като вкарва два гола в първите си два мача (срещу Манчестър Юнайтед и Челси респективно), Лонг вкара още 6 гола до края на сезона. Той изигра 32 мача във Висшата лига този сезон.

## Кариера в националния отбор
Поради контузии на титулярните нападатели Кевин Дойл и Стивън Елиът, Шейн е извикан в националния отбор на Ирландия. Първия му мач е на 7 февруари 2007 г. при победата като гост с 2:1 срещу непретенциозния отбор на Сан Марино. След това той се утвърждава като резерва, но е викан на почти всички мачове на отбора от изумрудения остров. Общо има 26 мача и 7 гола за националния отбор (към 10 юни 2012).